# John Dugan
John Dugan (Brazil, Indiana, 7 de janeiro de 1953) é um ator norte-americano, mais conhecido por interpretar o papel de “Grandfather” (Vovô) no clássico filme de terror cult The Texas Chain Saw Massacre (1974).

## Carreira
O ator John Dugan apareceu em diversos filmes "B" dos anos 70, incluindo The Texas Chain Saw Massacre, em que ele, sob próteses e pesada maquiagem, interpretou o avô da família Sawyer, um ancião deficiente, que é alimentado com sangue humano. Ele também interpretou outros homens velhos em outros filmes. Fez uma ponta como um policial no final do quarto filme da franquia The Texas Chain Saw Massacre (1994). John se afastou do público e das câmeras até os anos 2000, quando começou a fazer aparições e atuar novamente em filmes independentes. Interpretou o Dr.Harper nas adaptações de Bobby Easleys para as obras The Boogeyman (2014) e All Sinners Night (2014), de Stephen King.
John atuou mais recentemente no longametragem The Hospital, em que contracena com o ator e dublê Jim O'Rear. Em 2015 estrelou a biografia de Tony Moran, Horror Icon: Inside Michael's Mask with Tony Moran. John também protagonizou o drama psicológico Devils Ink (2016), no papel de um político corrupto que também é um pai violento. Ele também interpretou o icônico Col Talaska no filme de stop motion da Horror Wasteland Pictures WW2, The Devil Dogs de Kilo Company (2016), e ainda Grandpha McCormick no filme de terror/faroeste Belly Timber (2016).

## Filmografia parcial
- The Texas Chain Saw Massacre (1974) - Vovô Sawyer
- The Return of the Texas Chainsaw Massacre (1994) - Policial
- Monstrosity (2007) - Sheriff Turner
- Texas Chainsaw 3D (2013) - Vovô Sawyer
- The Hospital (2013) - Policial Chapman.
- All Sinner's Night (2015) - Veterano do Vietnã
- Devils Ink (2016) - Prefeito
- Rock Paper Dead (2017) - Tio Charles